# C26H28O6
化学式C26H28O6（摩尔质量：436.5 g/mol）可能指：
- 大麻黄酮A，CAS号：76735-57-4
- 入地蜈蚣素K，CAS号：651304-98-2
- 入地蜈蚣素L，CAS号：651305-00-9
- 桂木黄素，CAS号：7608-44-8
- 丁香菌酯，CAS号：850881-70-8
- 康唑醇K，CAS号：156281-30-0
- 怀槐黄酮A，CAS号：1160432-53-0

|  | 这个同类索引页列出了具有相同分子式的化学物（即同分異構體）条目。 除非您是有意链接至本页，否则应将相应条目的内部链接指向正确的条目。 |